# Droga wojewódzka 242
Die Droga wojewódzka 242 (DW 242) ist eine 69 Kilometer lange Droga wojewódzka (Woiwodschaftsstraße) in der polnischen Woiwodschaft Kujawien-Pommern und der Woiwodschaft Großpolen, die Więcbork mit Kosztowo bei Wyrzysk und der Droga krajowa 10 verbindet. 2017 wurde sie auf dem Weg der bisherigen Droga wojewódzka 194 nach Morakowo verlängert. Die Strecke liegt im Powiat Sępoleński, im Powiat Pilski und im Powiat Wągrowiecki.

## Streckenverlauf
Woiwodschaft Kujawien-Pommern, Powiat Sępoleński
-  Więcbork (Vandsburg) (DW 189, DW 241)
- Runowo Krajeńskie
- Borzyszkowo

Woiwodschaft Großpolen, Powiat Pilski
- Dźwierszno Wielkie (Groß Dreidorf)
- Dźwierszno Małe (Klein Dreidorf)
- Izdebki (Eichenrode)
- Luchowo (Buchen, Kreis Wirsitz)
- Łobżenica (Lobsens)
- Szczerbin (Scherben)
- Falmierowo (Charlottenburg)
- Dobrzyniewo (Dobbertin)
-  Wyrzysk (Wirsitz) (S 10, DK 10)
- Osiek nad Notecią (Netzthal)

Woiwodschaft Großpolen, Powiat Wągrowiecki
- Zamczysko
-  Nowy Dwór (Neuhof) (DW 191)
- Mostki
- Smogulec
- Parkowo
- Potulin
-  Gołańcz (Gollantsch) (DW 193)
-  Morakowo (Gollantsch) (DW 241)